# Ma stasera
Ma stasera è un singolo del cantautore italiano Marco Mengoni pubblicato il 18 giugno 2021 come primo estratto dal sesto album in studio Materia (Terra).

## Descrizione
Il brano è stato prodotto dal disc jockey tedesco Purple Disco Machine e si caratterizza per le sonorità marcatamente disco e funk. Il testo, invece, narra la storia di un rapporto umano, analizzando le sue sfaccettature.
Nel 2021 ha vinto il Power Hits Estate 2021, interrompendo la serie che per tre anni consecutivi aveva visto la vittoria dei Boomdabash.

## Video musicale
Il video, diretto da Roberto Ortu e girato in gran parte sull'isola di Caprera, è stato pubblicato il 21 giugno 2021 attraverso il canale YouTube del cantante. Il video ha molti riferimenti agli anni ottanta.

## Tracce
Testi di Marco Mengoni e Davide Petrella, musiche di Francesco Catitti, Federica Abbate e Davide Petrella.
1. Ma stasera – 3:43

## Classifiche

### Classifiche settimanali
| Classifica (2021) | Posizione massima |
| ----------------- | ----------------- |
| Italia            | 17                |

### Classifiche di fine anno
| Classifica (2021) | Posizione |
| ----------------- | --------- |
| Italia            | 45        |